# 1793
1793 је била проста година.

## Догађаји

### Јануар
- 21. јануар — Смрт Краља Луја XVI на гиљотини током Француске револуције.
- 23. јануар — Русија и Пруска споразумеле се о другој подели Пољске.

### Мај
- 31. мај — 2. јун - Револуција у Француској; јакобинци са власти збацили жирондинце, почетак Јакобинске диктатуре, врхунца Француске револуције

### Август
- 1. август — Као прва земља у свету, Француска је увела метрички систем мера.

### Септембар
- 18. септембар – 18. децембар —Опсада Тулона

### Октобар
- 16. октобар — Жена Краља Луја XVI, Марија Антоанета, је убијена на гиљотини.

### Новембар
- 10. новембар — Национални конвент је прогласио култ Разума као замену за католицизам током Француске револуције.

### Децембар
- 19. децембар — Наполеон Бонапарта добио је прву значајну битку када је окончао британску опсаду Тулона.

## Рођења

### Март
- 28. март — Хенри Скулкрафт, амерички географ, геолог и етнолог

### Децембар
- 1. децембар — Николај Лобачевски, руски математичар

## Смрти

### Јануар
- 21. јануар - Краљ Луј XVI, последњи француски краљ пре Француске револуције.

### Јул
- 5. јул — Александер Рослин, шведски сликар. (*1718).

### Август
- 16. октобар — Марија Антоанета, краљица Француске и жена Луја XVI (*1755).